# Уметност староседелаца Аустралије
Уметност староседелаца Аустралије (термин абориџинска уметност аустралијски домороци сматрају увредљивим) састоји се од слика и резбарија на стенама, резбарија на украсима за тело и култним предметима као што су чуринга (енгл. churinga) и чегртаљке, и слика на кори дрвета.
Присутни су и апстрактни (нпр. спирални облици) и натуралистички стилови. Приказују се људске и животињске фигуре. Од приказа животињских фигура најзаступљенији су прикази риба, корњача и кенгура. Приказане животиње могу бити повезане са ловом или са тотемским веровањима.
Меланезијски утицај преко Нове Гвинеје може објаснити мотиве чучећих фигура, богат колорит и остале аспекте слика са подручја Северне Арнхемове Земље и северозападне Аустралије.
Огромне вондџина (енгл. wondjina) слике лобања предака приказују главе без уста окружене тамним ореолом. Животиње су приказане реалистички, а такође и у „рендгенском“ стилу, јер су костур и органи од интереса за ловца схематски предочени унутар телесних обриса. 
Присутна је богата усмена митска традиција која повезује доба предака, "Сањање", са садашњошћу, у непрекинутом континууму.